# Christopher Hitchens
Christopher Eric Hitchens (n. 13 aprilie 1949, Portsmouth, Anglia, Regatul Unit – d. 15 decembrie 2011, Houston, Texas, SUA) a fost un scriitor, critic literar și jurnalist evreu-anglo-american. Articolele sale au apărut în reviste precum The Atlantic, Vanity Fair, Slate, World Affairs, The Nation, Free Inquiry și altele. Era un ateu declarat, cunoscut, alǎturi de Richard Dawkins, Sam Harris și Daniel Dennett, pentru poziția sa intransigentă față de religie și pentru susținerea ideilor Iluminismului, considerând conceptul de divinitate ca fiind unul esențialmente totalitarist.
A scris numeroase cărți biografice, declarându-se admirator al lui George Orwell, Thomas Paine, și Thomas Jefferson, fiind în același timp un critic vehement al maicii Tereza, al soților Bill și Hillary Clinton, precum și al lui Henry Kissinger.

## Concepții privind religia
În lucrarea sa intitulată "God Is Not Great: How Religion Poisons Everything" susține că religia  are un caracter violent, irațional, intolerant, discriminatoare la adresa femeilor și susținătoare a rasismului. 
Critica sa vizează în special religiile monoteiste (creștinismul, islamul și iudaismul), dar și altele ca: neopaganismul, hinduismul și budismul.
Deschis dialogului, Hitchens invită la dezbateri religioase pe toți reprezentanții cultelor.
Astfel, în 2007, inițiază o polemică cu teologul evanghelic conservator Douglas Wilson.
Acest schimb de opinii va sta la baza unei serii de articole intitulate Is Christianity Good for the World? ("Este creștinismul bun pentru omenire?") și care a fost publicată în numerele magazinului Christianity Today, apoi sub forma unei cărți apărute în 2008.

## Activism social

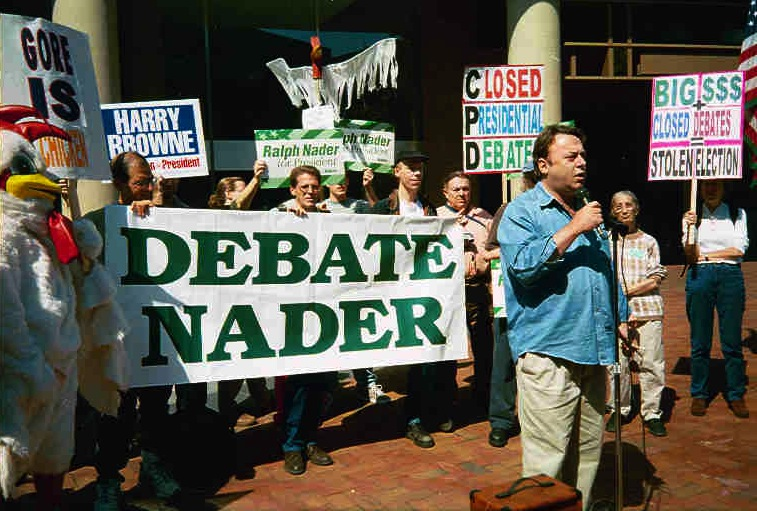
Hitchens participând la campania electorală pentru susținerea lui Ralph Nader

Hitchens a criticat regimul dictatorial și a susținut libertatea de exprimare. 
De asemenea, în scandalul caricaturilor cu Mahomed, a luat apărarea caricaturiștilor danezi și a organizat o manifestare de sprijin în fața ambasadei Danemarcei la Washington.
La alegerile prezidențiale din SUA din anul 2000, l-a susținut pe candidatul ecologist Ralph Nader.
Hitchens nu a ezitat să critice virulent personalități ca: Bill Clinton, Henry Kissinger, Maica Tereza, George W. Bush, Mel Gibson, Sarah Palin, Michael Moore, Dalai Lama, Hillary Clinton, Ronald Reagan.

## Cărți publicate
- 2012 Mortality  Twelve Books (US), Atlantic Books (UK). Publicată în limba română în 2015, la editura Litera.
- 2010 Hitch-22 Some Confessions and Contradictions: A Memoir. Hachette Book Group. ISBN 978-0-446-54033-9
- 2008 Is Christianity Good for the World? – A Debate (co-author, împreună cu  teologul Douglas Wilson). Canon Press, ISBN 1-59128-053-2.
- 2008 Christopher Hitchens and His Critics: Terror, Iraq and the Left (împreună cu Simon Cottee și Thomas Cushman). New York University Press.
- 2007 The Portable Atheist: Essential Readings for the Non-Believer. Perseus Publishing. ISBN 978-0-306-81608-6
- 2007 God Is Not Great: How Religion Poisons Everything. Art Twelve/Hachette Book Group USA/Warner Books, ISBN 0-446-57980-7 / în Regatul Unit ca God Is Not Great: The Case Against Religion. Atlantic Books, ISBN 978-1-84354-586-6
- 2005 Thomas Jefferson: Author of America. Eminent Lives/Atlas Books/HarperCollins Publishers, ISBN 0-06-059896-4
- 2004 Love, Poverty, and War: Journeys and Essays. Thunder's Mouth, Nation Books, ISBN 1-56025-580-3
- 2001 Letters to a Young Contrarian. Basic Books.
- 2000 Unacknowledged Legislation: Writers in the Public Sphere.
- 1995 The Missionary Position: Mother Teresa in Theory and Practice.
- 1988 Blaming the Victims: Spurious Scholarship and the Palestinian Question (co-autor; co-editor cu Edward Said). ISBN 0-86091-887-4. Reissued, 2001.